# Ambia nosivalis
Ambia nosivalis là một loài bướm đêm trong họ Crambidae.